# Glenn Gould
Glenn Herbert Gould (Toronto, 25 september 1932 – aldaar, 4 oktober 1982) was een Canadees pianist die grote faam verwierf door zijn Bachvertolkingen, doch daarbuiten een zeer groot repertoire beheerste, en onder meer de volledige pianomuziek van Schönberg op plaat zette.

## Leven

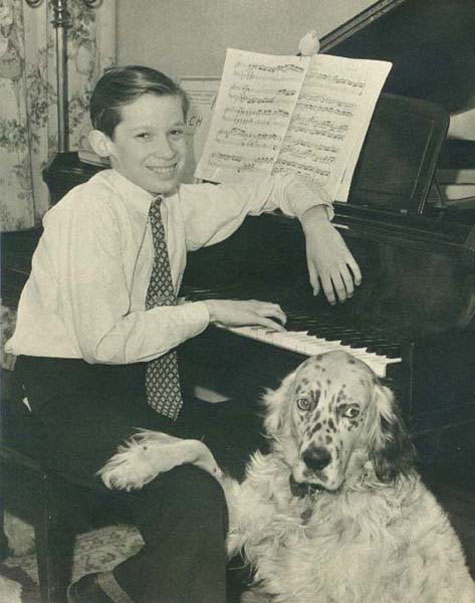
Een jonge Glenn Gould (ca. 1940)

Gould kreeg zijn eerste muzieklessen van zijn moeder, die pianolerares was. Vanaf zijn tiende kreeg hij les aan het Royal Conservatory of Music in Toronto. Zijn eerste publieke optreden gaf hij in 1945 en zijn eerste radiorecital in 1950. In 1955 tekende hij een contract bij CBS en bracht hij zijn eerste opname uit, een uitvoering van Bachs Goldbergvariaties. Deze opname werd een enorm succes, bezorgde hem internationale faam en maakte deze variaties bekend bij een breed publiek. In 1957 maakte Gould een eerste tournee door Europa en de Sovjet-Unie, waar hij, ondanks het klimaat van de Koude Oorlog, met enthousiasme werd begroet door critici en publiek. Op 10 april 1964 gaf hij zijn laatste concert, waarna hij ophield met openbare optredens en zich enkel nog wijdde aan studio-opnamen. Dat was voor het publiek een verrassing, maar niet voor hemzelf. Tien jaar lang had hij naar dit moment uitgekeken, zijn concerten beschouwde hij als schijnvertoningen. Bij het laatste optreden in Los Angeles speelde hij onder meer stukken uit Bachs Die Kunst der Fuge, het werk dat hem het meest na aan het hart lag. Daarnaast heeft hij ook geschreven, radio- en televisie-uitzendingen verzorgd en muziek gecomponeerd. Glenn Gould stierf in 1982 aan de gevolgen van een beroerte. Hij was pas 50 jaar geworden.

## Gould als pianist
Gould verwierf vooral bekendheid door zijn (eigenzinnige) vertolkingen van het klavierwerk van Johann Sebastian Bach. Hoewel Gould meerdere werken van Bach op het klavecimbel heeft uitgevoerd (een van de instrumenten waarvoor Bach klavierwerken geschreven had), prefereerde hij de moderne piano als instrument. In vrijwel alle opnames die Gould van Bachs klavierwerk maakte, bespeelde hij een piano. Zijn televisiedebuut maakte Gould in 1960 in het programma Bernstein conducts met de uitvoering van Bachs pianoconcert nr. 1 in d mineur. In 1982 lichtte Gould in een radio-interview toe waarom hij van een "authentieke" uitvoeringspraktijk placht af te wijken. Hij gaf aan dat de moderne piano zich beter leent voor de uitvoering van polyfone muziek omdat de aanslaggevoeligheid van het instrument (afwezig bij het klavecimbel) de stemvoering ten goede komt, waardoor een complexe, "academische" fuga toegankelijker wordt voor een groter publiek. Daarnaast was Gould van mening dat J.S. Bach, die tegen het einde van zijn leven de ontwikkeling van de eerste fortepiano's had meegemaakt, de piano waarschijnlijk als ideaal instrument voor polyfone muziek zou hebben omarmd. Tevens was Bach iemand die van eigen en van andermans werk veelvuldig transcripties maakte en vermoedelijk, aldus Gould, geen problemen zou hebben gehad met het feit dat iemand zijn werk in de 20e eeuw op een piano zou uitvoeren in plaats van op een klavecimbel.
Gould was gefascineerd door contrapunt en had een voorkeur voor polyfone muziek. Niet verwonderlijk werd veel werk van (de familie) Bach, van Sweelinck e.a. door hem hoog aangeschreven. Zijn opvattingen over muziek waren uitgesproken, niet zelden omstreden en werden op polemische wijze verdedigd. Voor het romantische (piano)repertoire, waartoe werken van grootheden als Chopin, Schumann en Liszt behoren, kon hij weinig waardering opbrengen. Ook de muziek van het classicisme genoot bij hem weinig appreciatie; over Mozart merkte hij op dat deze eerder te laat dan te vroeg was gestorven. Niettemin heeft Gould meerdere werken van hem, alsmede van Haydn en van romantische componisten als Beethoven, Bizet, Brahms, Grieg, Schumann en anderen uitgevoerd en opgenomen.
In het licht van Goulds fascinatie voor polyfone structuren kan zijn interesse voor het werk van componisten als Arnold Schönberg en Ernst Křenek, niet verwonderen.

### Stijl
Goulds pianospel  valt op door een enorme virtuositeit en een grote nauwkeurigheid. Bij de interpretatie van de muziek permitteerde hij zich (volgens sommigen te) grote vrijheden, waardoor zijn uitvoeringen niet onomstreden zijn. Gould had de drang om een stuk "nieuw leven" in te blazen, zodat het beluisteren ervan opnieuw een belevenis zou worden. Hiertoe week hij niet zelden af van het door de componist voorgeschreven tempo, waardoor het stuk een geheel ander karakter kreeg. Kenmerkend voor zijn spel is de semi-staccatoaanslag en het spaarzame gebruik van het pedaal. Deze manier van spelen maakt de muziek zeer transparant: de luisteraar kan de verschillende stemmen goed onderscheiden. Hij slaagt erin als geen ander om van de piano een geschikt instrument te maken voor de werken van Johann Sebastian Bach. Zijn manier van spelen geeft de scherpte van de aanslag die je kunt verwachten bij een klavecimbel. Het timbre van de piano zorgt er dan weer voor dat de muziek draaglijk blijft om te luisteren, omdat een klavecimbel vandaag de dag als een moeilijke klank wordt ervaren. Zijn vleugel was in samenwerking met Steinway speciaal aan zijn wensen aangepast.
De opname van de Goldbergvariaties in 1955 was de start van een revolutie in het spelen van Bach en meer in het algemeen de barokmuziek. Gould blies het stof van de partituur en maakte van de Variaties een stuk muziek dat ook interessant was voor mensen die met jazz vertrouwd zijn. Sommige tempi zijn zo adembenemend dat het op boogiewoogie lijkt. Gould speelt een swingend ritme en legt nadrukken die bijna zeker niet door Bach gewild zijn. Toch slaagt hij erin alle stemmen en structuren duidelijk aan bod te laten komen. In 1981 nam Gould de Goldbergvariaties opnieuw op, waarbij hij volledig afweek van zijn interpretatie van het stuk in 1955.
Gould was even excentriek in het dagelijks leven als in zijn manier van spelen: helemaal krom zittend over het klavier gebogen en vaak hoorbaar meeneuriënd met de muziek. Hij had zelfs een aangepaste stoel waardoor hij opvallend laag bij de toetsen zat. Dit had redenen die samenhingen met het spel zelf: voorovergebogen om de klank beter te kunnen horen bij het oefenen.
Zijn opnames blijven controversieel; maar weinigen zullen ontkennen dat Gould een muzikaal genie was. Niettemin zijn zijn opnames van de muziek van Bach uiterst omstreden en worden ze meestal toch allereerst als 'bizar' omschreven, met name omdat ze volkomen afwijken van wat inmiddels bekend is over uitvoeringsprakijken in de Barok. Door zijn speelstijl worden ook zijn vertolkingen van latere componisten door partijgangers niet als uitmuntend beschouwd. Opnamen van Glenn Gould gaan niet zelden vergezeld van bijgeluid afkomstig van zijn stem: hij zong regelmatig pianopartijen mee, of zong zelfs compleet andere melodieën tegen de pianopartij aan, hetgeen opnametechnici nogal eens voor problemen plaatste. Gould stond er dan op dat zijn stem niet weggefilterd zou worden, uit angst voor kwaliteitsverlies van de opnamen.

## Gould als componist
Gould heeft regelmatig in interviews te kennen gegeven dat hij uiteindelijk liever als componist dan als pianist herinnerd wilde worden. Een van de redenen om in 1964 te stoppen met concerten was dat hij dan meer tijd zou hebben om te componeren. Het aantal composities dat hij tijdens zijn leven maakte, is echter beperkt. Slechts zijn strijkkwartet in f mineur (op. 1), dat opmerkelijk genoeg in een romantische stijl is geschreven, en de fuga So you want to write a Fugue? zijn composities met enige potentie. Voor pianosolo componeerde hij een (onvoltooide) pianosonate, en enkele kleine stukken. De meeste composities ontstonden op vroege leeftijd en in sommige werken experimenteerde Gould met dodecafonie.

## Prijzen
Hoewel hij zei een hekel te hebben aan competitie, en a fortiori in de muziek, ontving Glenn Gould vele prijzen, zowel tijdens zijn leven als postuum.

### Juno Awards
De Juno Awards, de belangrijkste muziekprijzen van Canada, worden jaarlijks uitgereikt door de Canadian Academy of Recording Arts and Sciences. Gould won er drie op een totaal van zes nominaties. Slechts één ervan ontving hij persoonlijk. In 1983 werd hij postuum geëerd voor zijn levenswerk door opgenomen te worden in de Canadian Music Hall of Fame.
| Jaar | Prijs                                                                 | Genomineerde artiest en werk                             | Resultaat   |
| ---- | --------------------------------------------------------------------- | -------------------------------------------------------- | ----------- |
| 1979 | Best Classical Album of the Year (beste klassieke album van het jaar) | Gould en Roxolana Roslak voor Hindemith: Das Marienleben | Gewonnen    |
| 1981 | Best Classical Album of the Year                                      | Gould voor Bach Toccatas, Vol. 2                         | Genomineerd |
| 1982 | Best Classical Album of the Year                                      | Gould voor Bach: Preludes. Fughettas & Fugues            | Genomineerd |
| 1983 | Best Classical Album of the Year                                      | Gould voor Haydn: The Six Last Sonatas                   | Genomineerd |
| 1983 | Best Classical Album of the Year                                      | Gould voor Bach: The Goldberg Variations                 | Gewonnen    |
| 1984 | Best Classical Album of the Year                                      | Gould voor Brahms: Ballades Op. 10, Rhapsodies Op. 79    | Gewonnen    |

### Grammy Awards
The Grammy Awards, mogelijk de belangrijkste muziekprijzen ter wereld, worden jaarlijks uitgereikt door de National Academy of Recording Arts and Sciences (NARAS). Gould won er vier, maar slechts één ervan ontving hij persoonlijk. In 1983 werd hij postuum geëerd door opgenomen te worden in de Grammy Hall of Fame voor zijn Bach: The Goldberg Variations, opgenomen in 1955 en verschenen in 1956.
| Jaar | Prijs | Genomineerde artiest en werk                                            | Resultaat |
| ---- | --- | ----------------------------------------------------------------------- | --------- |
| 1973 | Best Album Notes - Classical (beste hoestekst - klassiek)                                                | Gould voor Hindemith: Sonatas for Piano                                 | Gewonnen  |
| 1982 | Best Classical Album (beste klassieke album van het jaar)                                                | Gould en Samuel H. Carter (producer) voor Bach: The Goldberg Variations | Gewonnen  |
| 1982 | Best Classical Performance, Instrumental Soloist (without Orchestra) (beste instrumentale solo-optreden) | Gould voor Bach: The Goldberg Variations                                | Gewonnen  |
| 1983 | Best Classical Performance - Instrumental Soloist or Soloists (without Orchestra)                        | Gould voor Beethoven: Piano Sonatas Nos. 12 & 13                        | Gewonnen  |